# Neukirchen an der Vöckla
Neukirchen an der Vöckla ist eine Gemeinde in Oberösterreich im Bezirk Vöcklabruck  im Hausruckviertel mit 2617 Einwohnern (Stand 1. Jänner 2025). Der zuständige Gerichtsbezirk ist Vöcklabruck.

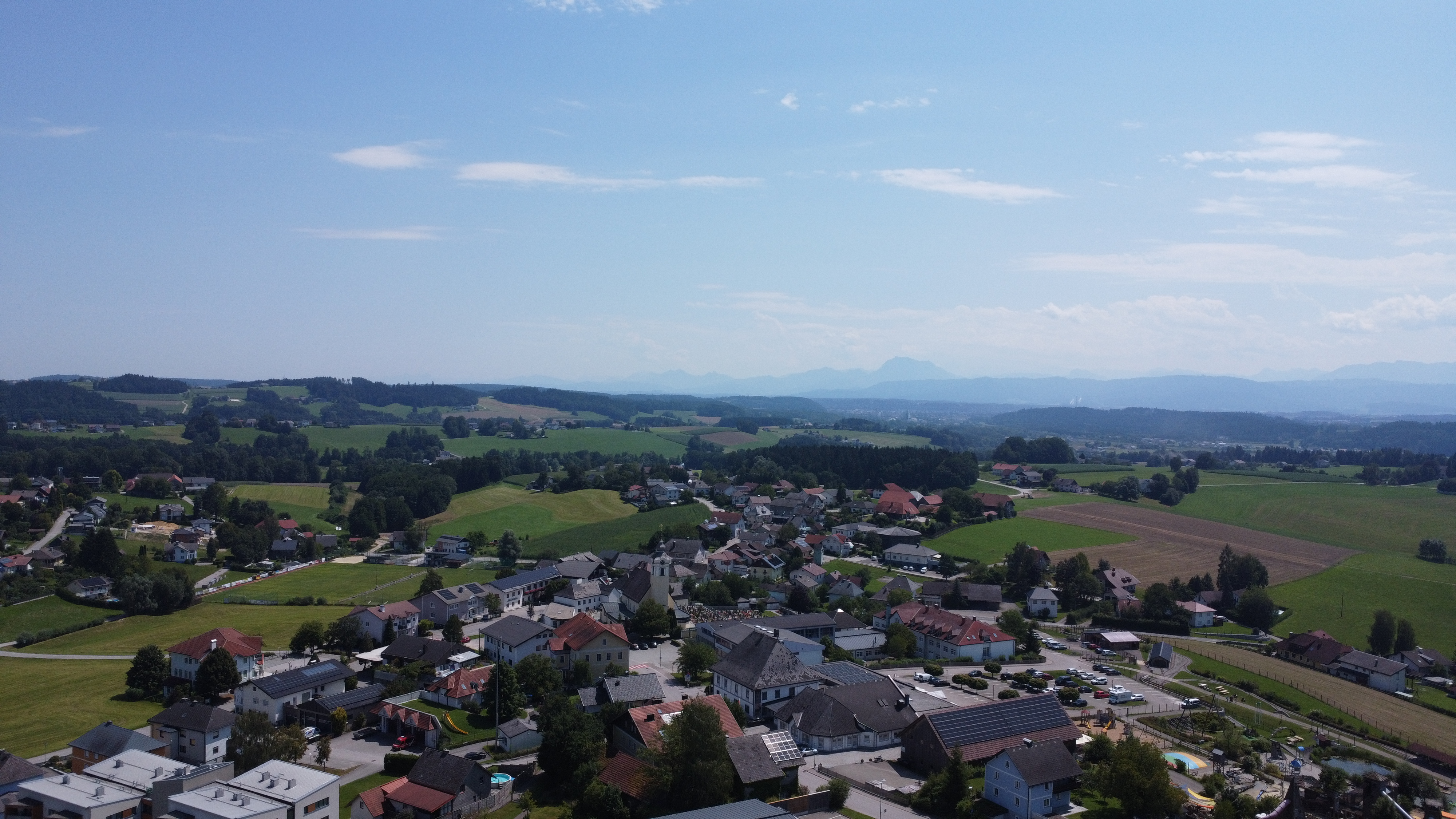
Ortsmitte von Neukirchen an der Vöckla

## Geografie
Der Ort Neukirchen an der Vöckla liegt auf 516 Meter Höhe im Hausruckviertel. Die Grenze im Südosten bildet die Vöckla. Die Entwässerung erfolgt über den Mixentaler Bach. Der tiefste Punkt der Gemeinde im Südosten liegt 450 Meter hoch. Nach Norden steigt das Land bis zu 786 Meter an.
Die Ausdehnung beträgt von Nord nach Süd 6,9 und von West nach Ost 7,9 Kilometer. Die Gesamtfläche umfasst 23,51 Quadratkilometer. Davon sind 61 Prozent landwirtschaftliche Nutzfläche, 28 Prozent sind bewaldet.

### Gemeindegliederung

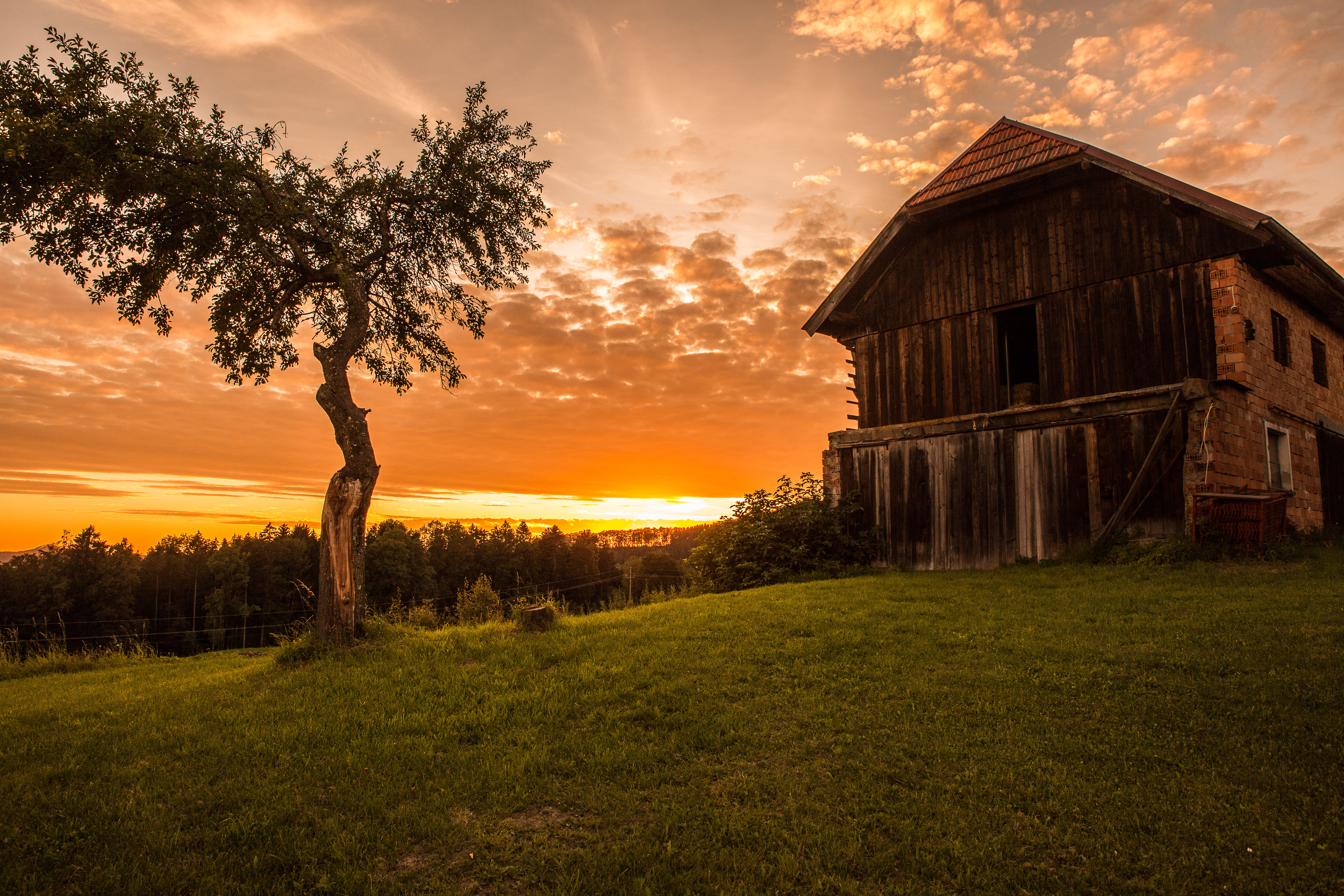
Ackersberg ist der nördlichste Ortsteil von Neukirchen an der Vöckla mit einer phantastischen Aussicht auf die Alpen

Das Gemeindegebiet umfasst folgende Ortschaften (in Klammern Einwohnerzahl Stand 1. Jänner 2025):
- Ackersberg (42)
- Arnberg (35)
- Bachleiten (17)
- Biber (70)
- Dachschwendau (10)
- Dorf (46)
- Endriegl (33)
- Froschern (24)
- Haid (106)
- Höllersberg (117)
- Jagersberg (33)
- Jochling (66)
- Kappligen (40)
- Kogl (67)
- Kolopfern (16)
- Lichtenegg (71)
- Meislgrub (22)
- Mixental (19)
- Mühlleiten (32)
- Neudorf (66)
- Neukirchen an der Vöckla (362)
- Oberthumberg (37)
- Pfefferberg (56)
- Pollhammeredt (60)
- Ragereck (29)
- Raschbach (12)
- Redl (45)
- Rothauptberg (41)
- Satteltal (125)
- Seirigen (41)
- Sonnleiten (85)
- Spöck (20)
- Stipplmühl (29)
- Teufligen (22)
- Unterthumberg (25)
- Verwang (64)
- Waltersdorf (62)
- Wegleiten (30)
- Welsern (82)
- Weyr (84)
- Wimm (65)
- Windbichl (24)
- Winteredt (60)
- Wöhr (26)
- Zipf (183)
- Zuckau (16)

### Nachbargemeinden
| Frankenburg am Hausruck |                                             | Ampflwang im Hausruckwald |
|                         | Kompassrose, die auf Nachbargemeinden zeigt | Puchkirchen am Trattberg  |
| Vöcklamarkt             | Gampern                                     | Timelkam                  |

## Geschichte

### Ortsgeschichte
Ursprünglich im Ostteil des Herzogtums Bayern liegend, gehörte der Ort seit dem 12. Jahrhundert zum Herzogtum Österreich. Seit 1490 wurde er dem Fürstentum Österreich ob der Enns zugerechnet.
Zu Beginn des Dreißigjährigen Krieges verpfändeten 1620 die Habsburger Oberösterreich in Ermangelung finanzieller Mittel für die Kriegskasse an den bayerischen Herzog Maximilian I. In der Folgezeit ließ Maximilian neben zahlreichen Steuerbeamten auch katholische Geistliche nach Oberösterreich entsenden, welche dort gemäß dem Rechtsprinzip Cuius regio, eius religio die Gegenreformation durchsetzen sollten. Das Gebiet um Neukirchen an der Vöckla gehörte zu jenen Gegenden Oberösterreichs, in denen Protestanten besonders heftigen Widerstand gegen die Gegenreformation leisteten. Nach dem Frankenburger Würfelspiel, bei dem der bayerische Statthalter Adam Graf von Herberstorff am 15. Mai 1625 36 Männer paarweise um ihr Leben würfeln ließ, wurden drei der Verlierer am Kirchturm von Neukirchen durch Erhängen hingerichtet.
Während der Napoleonischen Kriege war der Ort mehrfach besetzt.
Seit 1918 gehört der Ort zum Bundesland Oberösterreich. Nach dem Anschluss Österreichs an das Deutsche Reich am 13. März 1938 gehörte der Ort zum Gau Oberdonau. Von Oktober 1943 bis Mai 1945 befand sich auf dem Gemeindegebiet das KZ-Nebenlager Redl-Zipf, ein Außenlager des KZ Mauthausen.
Nach der bedingungslosen Kapitulation der Wehrmacht im Mai 1945 war Österreich in vier Besatzungszonen aufgeteilt. Oberösterreich südlich der Donau war von US-Truppen besetzt.
Seit 1955 ist Österreich wieder souverän.

## Kultur und Sehenswürdigkeiten
- Katholische Pfarrkirche Neukirchen an der Vöckla hl. Leonhard
- Freilichtmuseum Stehrerhof

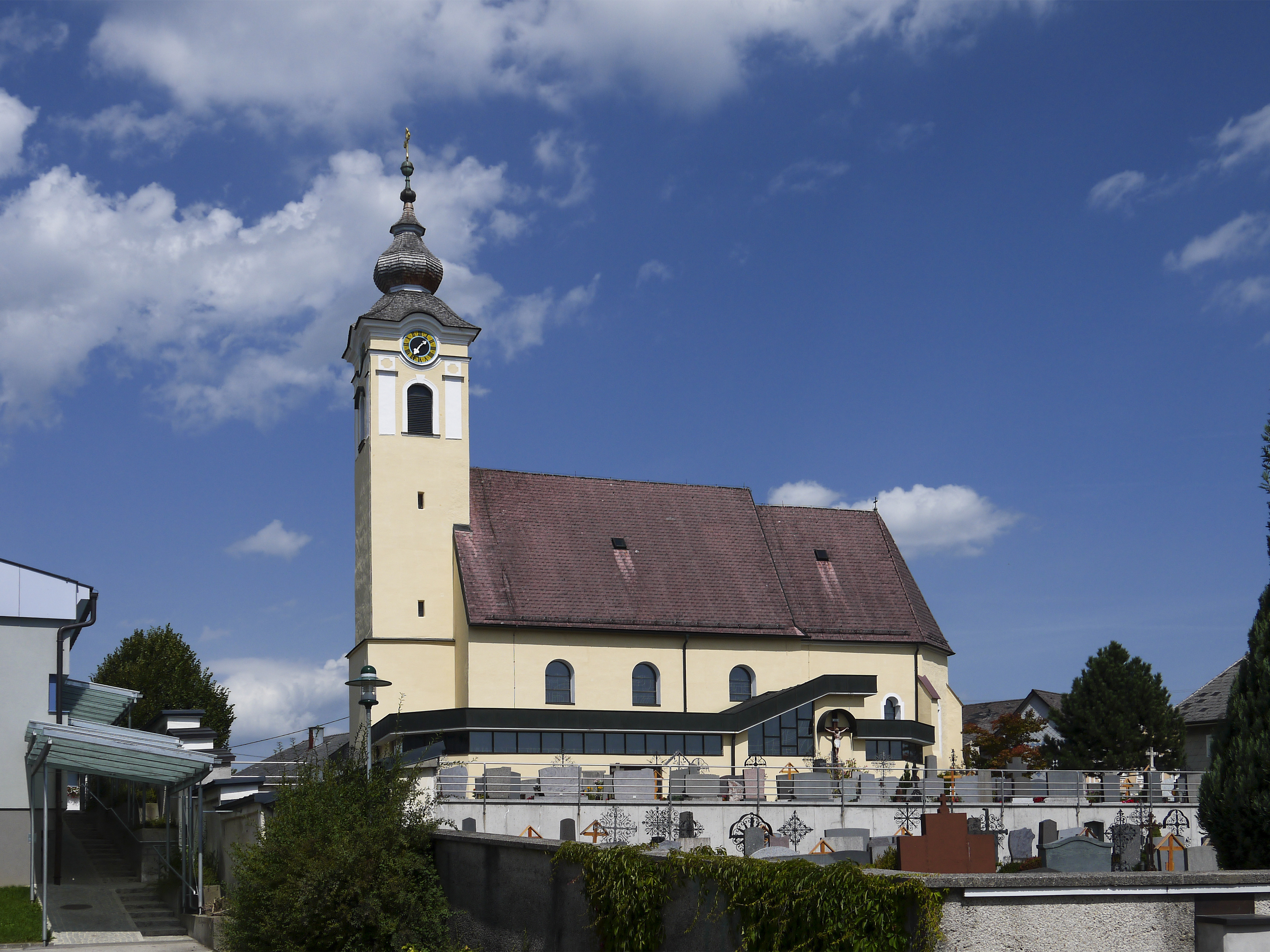
Pfarrkirche Neukirchen
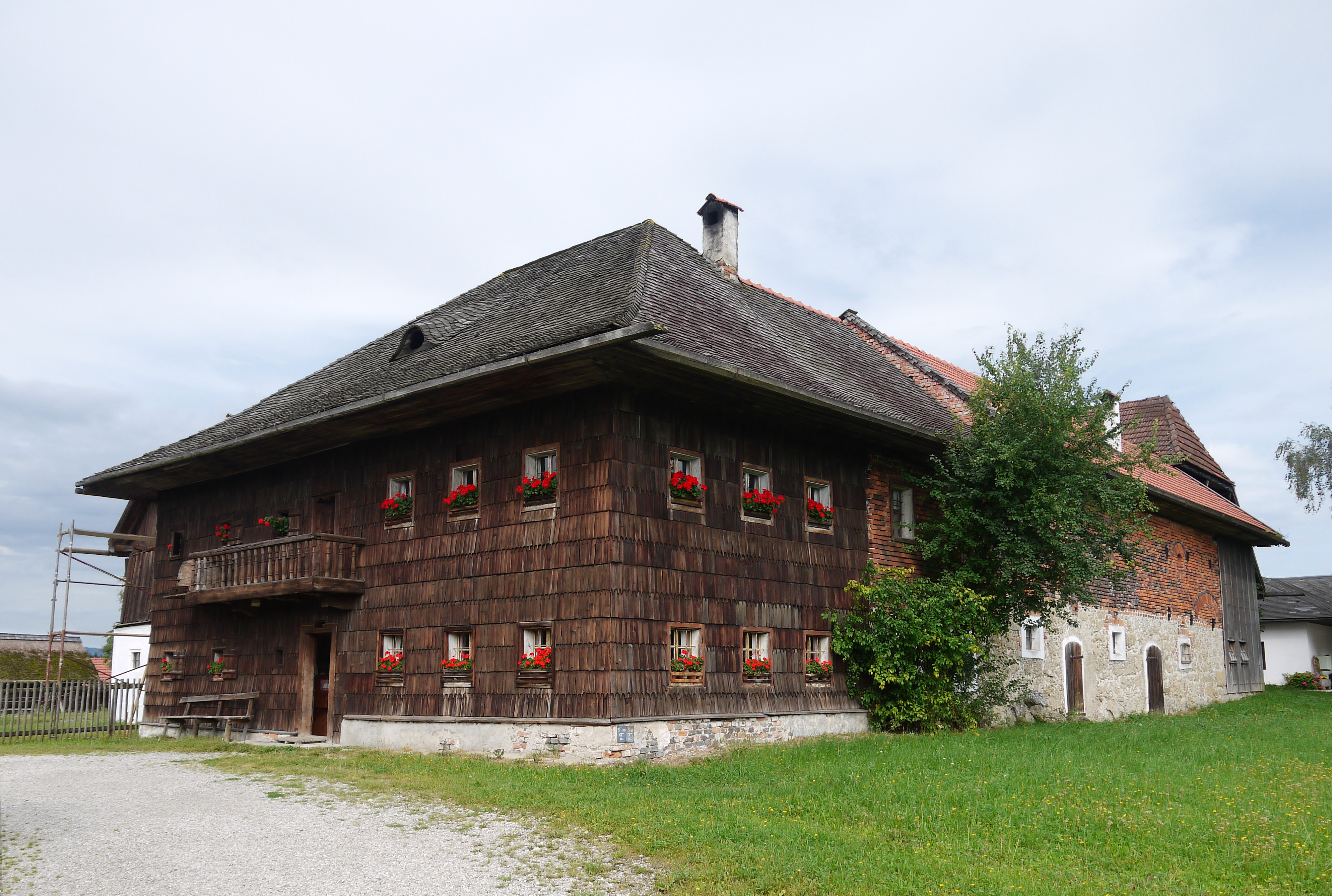
Freilichtmuseum Stehrerhof

## Wirtschaft und Infrastruktur

### Wirtschaftssektoren
Von den 80 landwirtschaftlichen Betrieben des Jahres 2010 wurden 41 im Haupt-, 33 im Nebenerwerb, 5 von Personengemeinschaften und 1 von einer juristischen Person geführt. Im Produktionssektor arbeiteten rund 90 Prozent der Erwerbstätigen im Bereich Herstellung von Waren. Die wichtigsten Arbeitgeber des Dienstleistungssektors waren die Bereiche soziale und öffentliche Dienste (107), Handel (62), Verkehr (47) und Beherbergung und Gastronomie (36 Mitarbeiter).
| Wirtschaftssektor            | Anzahl Betriebe | Anzahl Betriebe | Erwerbstätige | Erwerbstätige |
| Wirtschaftssektor            | 2011            | 2001            | 2011          | 2001          |
| ---------------------------- | --------------- | --------------- | ------------- | ------------- |
| Land- und Forstwirtschaft 1) | 80              | 111             | 87            | 97            |
| Produktion                   | 26              | 23              | 360           | 337           |
| Dienstleistung               | 95              | 61              | 302           | 229           |

1) Betriebe mit Fläche in den Jahren 2010 und 1999
| Im Jahr 2011 lebten 1222 Erwerbstätige in Neukirchen. Davon arbeiteten 320 in der Gemeinde, beinahe drei Viertel pendelten aus. Dafür kamen 429 Menschen aus der Umgebung zur Arbeit nach Neukirchen. Nachdem sich zeigte, dass eine Bohrung nach Erdöl und Erdgas bei Mühlleiten wirtschaftlich nicht nutzbar war, wird sie zur Erdwärmegewinnung verwendet. Aus der 2875 Meter tiefen Bohrung werden bei einer Temperatur von über 100 Grad 400 kW Wärmeleistung gewonnen. | Die zur Anzeige dieser Grafik verwendete Erweiterung wurde dauerhaft deaktiviert. Wir arbeiten aktuell daran, diese und weitere betroffene Grafiken auf ein neues Format umzustellen. (Mehr dazu) |

### Brauerei Zipf

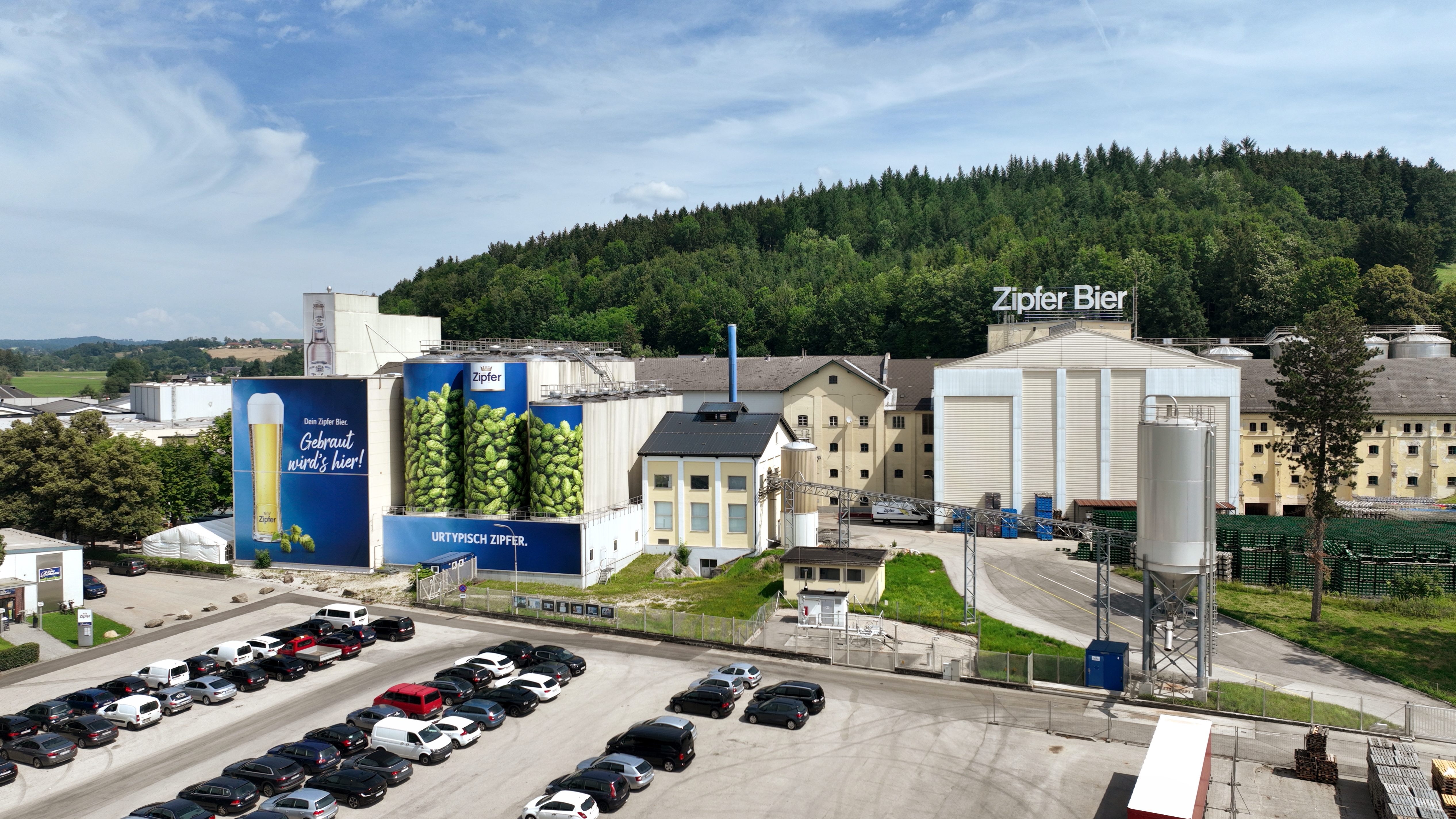
Brauerei in Zipf

Die Brauerei Zipf, die zum niederländischen Bierkonzern Heineken gehört, ist eine der größten Brauereien Oberösterreichs und beschäftigt rund 170 Mitarbeiter.

## Politik
Der Gemeinderat hat 25 Mitglieder.
- Mit den Gemeinderats- und Bürgermeisterwahlen in Oberösterreich 1997 hatte der Gemeinderat folgende Verteilung: 13 ÖVP, 8 SPÖ und 4 FPÖ.
- Mit den Gemeinderats- und Bürgermeisterwahlen in Oberösterreich 2003 hatte der Gemeinderat folgende Verteilung: 13 ÖVP, 7 SPÖ, 3 SONST und 2 FPÖ.
- Mit den Gemeinderats- und Bürgermeisterwahlen in Oberösterreich 2009 hatte der Gemeinderat folgende Verteilung: 13 ÖVP, 6 SPÖ, 4 FPÖ 2 GRÜNE.
- Mit den Gemeinderats- und Bürgermeisterwahlen in Oberösterreich 2015 hatte der Gemeinderat folgende Verteilung: 14 ÖVP, 6 SPÖ und 5 FPÖ.
- Mit den Gemeinderats- und Bürgermeisterwahlen in Oberösterreich 2021 hat der Gemeinderat folgende Verteilung: 13 ÖVP, 4 GRÜNE, 4 FPÖ und 4 SPÖ.[10]

### Bürgermeister
Bürgermeister seit 1849 waren:
- 1849–1850 Anton Streibl
- 1850–1858 Ferdinand Starzinger
- 1858–1861 Anton Stockinger
- 1861–1864 Josef Stögmüller
- 1864–1866 Johann Kienast
- 1866–1871 Wilhelm Schaup
- 1871–1876 Anton Seiringer
- 1876–1879 Georg Kofler
- 1879–1882 Anton Streibl
- 1882–1885 Johann Bachler
- 1885–1888 Franz Kinast
- 1888–1891 Josef Schausberger
- 1891–1894 Anton Broinger
- 1894–1897 Johann Leitner
- 1897–1900 Georg Lachinger
- 1900–1903 Mathias Eitzinger
- 1903–1906 Josef Stockinger
- 1906–1909 Johann Kofler
- 1909–1912 Anton Broinger
- 1912–1913 Johann Seiringer
- 1913–1918 Mathias Stix
- 1918–1919 Simon Starzinger
- 1919–1922 Tobias Pichler
- 1922–1924 Johann Köttl
- 1924–1929 Franz Reiter
- 1929–1934 Alois Stockinger
- 1934–1938 Lorenz Neudorfer
- 1938–1943 Franz Reiter
- 1943–1945 Johann Resch
- 1945–1949 Johann Pimmingstorfer
- 1949–1949 Heinrich Stadler
- 1949–1955 Alois Stockinger
- 1955–1973 Franz Kinast
- 1973–1985 Josef Hollerweger
- 1985–1987 Ferdinand Ehrenfellner
- 1987–2007 Johann Ramp (ÖVP)
- 2007–2020 Franz Zeilinger (ÖVP)
- seit 2020 Adelheid Veronika Fellinger (ÖVP)[12]

### Wappen
Blasonierung: Von Rot und Gold im Wellenschnitt geteilt; oben ein silbernes Hufeisen, überdeckt von schräggekreuzter, goldener Schöpfe und Malzschaufel; unten ein erhöhter, blauer Wellenbalken, darin eine silberne Forelle; im Schildfuß schwarze, unregelmäßige Wellen. Die Gemeindefarben sind Rot-Gelb.
Das an Symbolen reiche Wappen wurde 1978 verliehen. Bierschöpfer und Malzschaufel als alte Zunftzeichen der Brauer verweisen auf die Brauerei Zipf als wichtigsten Wirtschaftszweig der Gemeinde. Das Hufeisen erinnert an den alljährlich im November zu Ehren des Pfarrpatrons abgehaltenen Leonhardiritt. Die Forelle steht für die 1863 im Ortsteil Redl als erste in Österreich-Ungarn begründete Forellenzucht. Der goldene Wellenbalken symbolisiert die Vöckla und die schwarzen Wellen im Schildfuß verweisen auf die erste erfolgreiche Tiefbohrung nach Erdöl in Oberösterreich im Ortsteil Unterthumberg im Jahre 1956.

## Persönlichkeiten

### Söhne und Töchter der Gemeinde
- Otto Nobis (1914–2000), Architekt
- Matthäus Fellinger (1924–2002), Maler, Keramiker und Zeichner

### Mit der Gemeinde verbundene Persönlichkeiten
- Martin Grubinger (* 1983), Schlagzeuger, Multi-Perkussionist und Moderator
- Anton Pfalz (1885–1958), Sprachwissenschaftler
- Eduard Spelterini (1852–1931), Luftfahrtpionier, Ballonkapitän